# 230 SACM
Cet article court présente un sujet plus développé dans : 230 Midi 1301 à 1370, 230 Nord 3.078 à 3.354 et 230 État 3701 à 3755.

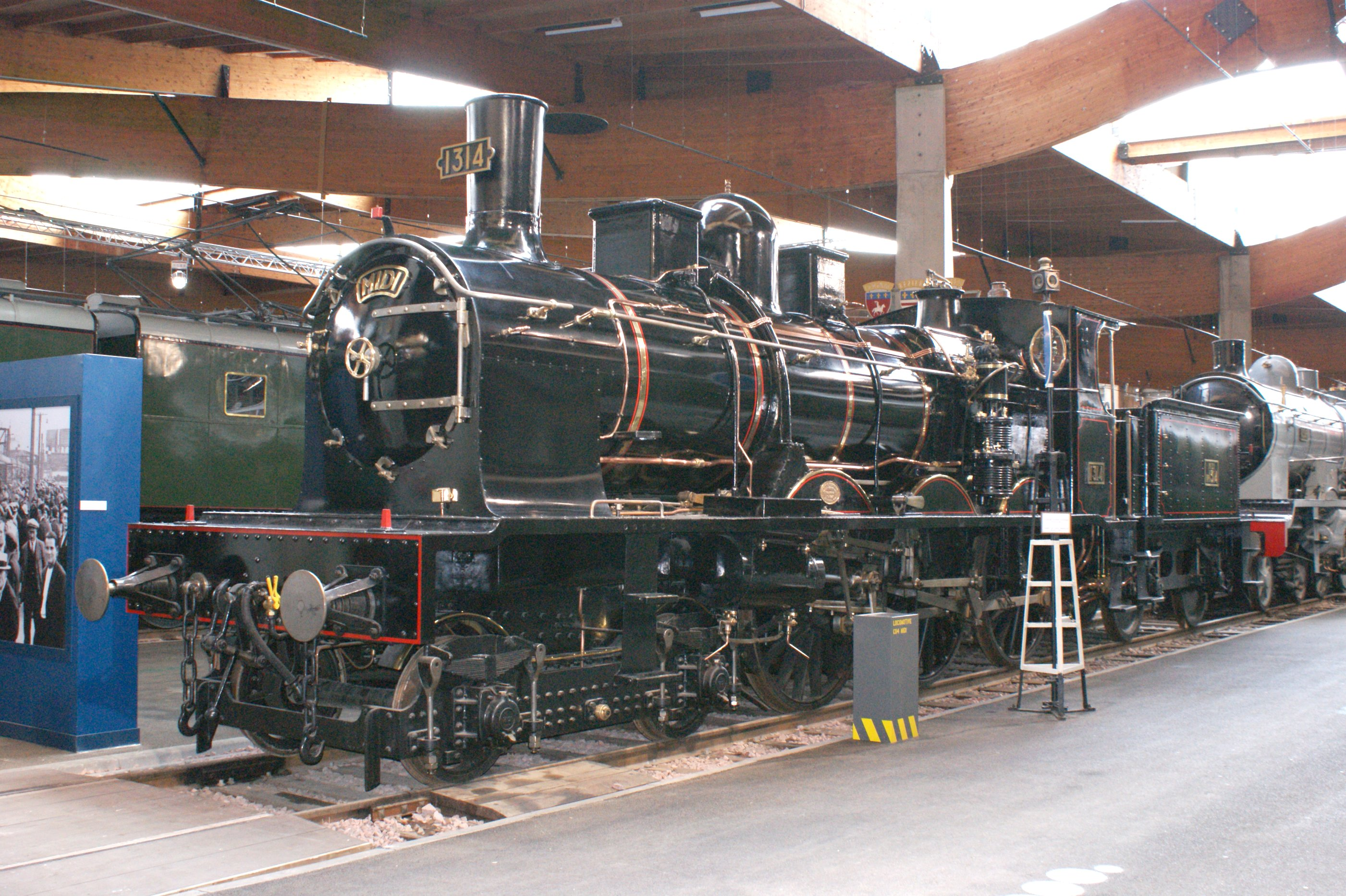
230 B 614 Origine Midi (Numéro Midi 230-1314)

Les 230 SACM désignent un ensemble de locomotives, très proches, mises au point par la Société Alsacienne de Constructions Mécaniques (SACM) autour de 1900. Toutes ont en commun une disposition d’essieux 230 dite « Ten Wheel », un moteur compound-de Glehn à quatre cylindres alternés, une chaudière et un châssis quasi identique.
En dépit de la parenté que la SACM avait sur ces locomotives, un certain nombre sortit des usines d’autres constructeurs. En outre plusieurs locomotives assez proches construites par après (230 Nord 3.513 à 3.662, 230 PO 4001 à 4084, Type 8 (SNCB)…) possèdent parfois un lien de parenté mais aussi un certain nombre de différences.
Les séries suivantes appartiennent à cette famille :
- les IV e badoises (de), 83 locomotives à roues de 1 600 mm construites de 1894 à 1901 et dont treize seront cédées aux Chemins de fer de l'État après l’armistice de 1918 ;
- les 230 Midi 1401 à 1415, des locomotives à roues de 1 600 mm, directement inspirées des IV e badoises construites 1896 à 1907 ;
- les 230 Midi 1301 à 1370, des locomotives à roues de 1 750 mm, construites de 1896 à 1910 ;
- les 230 Est 3401 à 3500, des locomotives à roues de 1 750 mm, construites de 1897 à 1902 ;
- les 230 Nord 3.078 à 3.354, une série directement inspirée des 230 Midi 1301 à 1370 construite de 1897 à 1913 ;
- les P7 prussiennes, 18 locomotives à roues de 1 750 mm, construites de 1899 à 1902, inspirées par les locomotives françaises ;
- les 230 État 3701 à 3755, directement inspirées des locomotives série 1301 à 1370 du Midi et construites de 1901 à 1910 ;
- les 230 PO 1701 à 1725, des locomotives également inspirées par celles du Midi et construites en 1901[réf. nécessaire] ;
- les 230 Est 3501 à 3890, une version améliorée des 230 3401 à 3500 avec tiroirs cylindriques et, selon les versions, surchauffeur et nouveau bogie ;
- les 230 Nord - Belge 321 à 330, 334 à 345 et 351 à 362, 34 locomotives construites entre 1902 et 1906, qui étaient une copie des locomotives du Nord ;
- les série 200 de la ligne de Pékin à Hankou (en) (42 exemplaires[2]) et 10 pour le Chemin de fer Kaifeng - Luoyang (en)(ligne du Pieulo[3]) : deux concessions ferroviaires à capitaux franco-belges en Chine. Elles seront classées dans la série TH7 du Chemin de fer de l’État chinois en 1951[4].

D’autres ont également été construites pour l’Espagne et le Portugal.